# Santana, Colombia
Santana är en ort i Colombia.   Den ligger i departementet Boyacá, i den centrala delen av landet, 170 km norr om huvudstaden Bogotá. Santana ligger 1 593 meter över havet och antalet invånare är 2 091.
Terrängen runt Santana är kuperad. Runt Santana är det ganska glesbefolkat, med 42 invånare per kvadratkilometer. Närmaste större samhälle är Suaita, 6,6 km nordost om Santana. Omgivningarna runt Santana är en mosaik av jordbruksmark och naturlig växtlighet.